# Kelaniya
Kelaniya är en ort i Sri Lanka.   Den ligger i provinsen Västprovinsen, i den sydvästra delen av landet, 9 km öster om huvudstaden Colombo. Kelaniya ligger 10 meter över havet och antalet invånare är 28 846.
Terrängen runt Kelaniya är mycket platt. Runt Kelaniya är det mycket tätbefolkat, med 3 494 invånare per kvadratkilometer. Närmaste större samhälle är Colombo, 8,6 km väster om Kelaniya. Omgivningarna runt Kelaniya är en mosaik av jordbruksmark och naturlig växtlighet.